# Lobocheilos cryptopogon
Lobocheilos cryptopogon är en fiskart som först beskrevs av Fowler, 1935.  Lobocheilos cryptopogon ingår i släktet Lobocheilos och familjen karpfiskar. Inga underarter finns listade i Catalogue of Life.